# Robert Jammes
Robert Jammes (Casablanca, 26 de abril de 1927 - Toulouse, 12 de octubre de 2020) fue un hispanista, profesor e intelectual francés. Estudioso de la obra de Luis de Góngora, sus aportaciones han creado escuela no solo en Francia. Fundó junto a otros la revista Criticón.

## Biografía
Licenciado y doctor en Literatura española, ha sido profesor de la Universidad de Toulouse. Ha consagrado su larga vida a estudiar y editar la obra de Luis de Góngora, en cuyo campo es uno de los mayores entendidos; también es coautor con Jacques Beyrie de una Histoire de la littérature espagnole ("Historia de la literatura española"), y últimamente ha dedicado sus esfuerzos a la lexicografía del Siglo de Oro.

## Obras
- Études sur l'oeuvre poétique de Don Luis de Góngora y Argote Bordeaux, 1967.
- La Obra poética de don Luis de Góngora y Argote Madrid: Castalia, 1987
- Con Odette Gorsse, Vingt-six versions espagnoles traduites et commentées. Toulouse: Presses universitaires du Mirail, 1991
- Con Jacques Beyrie, Histoire de la. littérature espagnole París: PUF, 1994
- Con Albert Derozier, La literatura española de los siglos XVIII al XX y su interpretación por los hispanistas franceses: S.l.: s.n., 1979
- Retrogongorisme Toulouse: Le Mirail, 1978
- Luis de Góngora, Soledades (ed. de Robert Jammes), Madrid, Castalia, 1980.
- Luis de Góngora, Letrillas (París: Ediciones Hispano-Americanas, 1963); reeditada en Madrid: Castalia, 1991
- Luis de Góngora, Las firmezas de Isabela; edición, introducción y notas de Robert Jammes. Madrid: Castalia, 1984.
- Floresta de poesías eróticas del siglo de oro, recopilada por Pierre Alzieu, Robert Jammes e Ivan Lissorgues (Toulouse: France-Ibérie Recherche, 1975); reimpreso como Poesía erótica del Siglo de Oro recopilación de Pierre Alzieu, Robert Jammes, Yvan Lissorgues Barcelona: Crítica, 1984.
- Glosario de voces anotadas en los 100 primeros volúmenes de Clásicos Castalia trabajo coordinado por Robert Jammes y Marie-Thèrese Mir Madrid: Castalia, 1993
- Gonzalo Correas, Vocabulario de refranes y frases proverbiales; edición de Louis Combet revisada por Robert Jammes y Maïte Mir-Andreu. Madrid: Castalia, [2000]